# Röstyrke
Röstyrke eller röstkrävande yrke kallas ett yrke inom vilket rösten är ett viktigt arbetsredskap och där röstkraven är stora. Personer med röstyrken, så kallade professionella röstanvändare, drabbas oftare av funktionella röstrubbningar och det är därför viktigt med förebyggande åtgärder såsom bullersänkande insatser, åtgärder för förbättrad rumsakustik och luft, och kurser i röstvård.
Exempel på röstyrken:
- Lärare, till exempel
  - Musiklärare
  - Förskollärare
  - Fritidspedagog
- Barnskötare
- Telefonist
- Skådespelare
- Sångare
- Religiösa ledare, till exempel
  - Präster
  - Pastorer

Foniatern Björn Fritzell har skrivit en viktig artikel om röstyrkesarbetandes röster och röstproblem: Voice Disorders and Occupation (Logopedics Phoniatrics Vocology, 1996).